# 昌城郡
昌城郡（チャンソンぐん）は、朝鮮民主主義人民共和国平安北道の北部に位置する郡。

## 地理
鴨緑江沿岸に、西北から東南へ細長く伸びる郡である。西北は水豊ダムのダム湖に面しており、対岸は中国である。西に朔州郡、南に大館郡、東南に東倉郡、東に碧潼郡と境界を接している。

## 行政区画
1邑・1労働者区・15里を管轄する。
| - 昌城邑（チャンソンウプ） - 楡田労働者区（ユジョンノドンジャグ） - 錦野里（クミャリ） - 達山里（タルサンニ） - 洛城里（ラクソンニ） - 峯川里（ポンチョンニ） - 新坪里（シンピョンニ） - 薬水里（ヤクスリ） - 於新里（オシンニ） | - 鉛豊里（ヨンプンニ） - 玉浦里（オクポリ） - 完豊里（ワンプンニ） - 楡坪里（ユピョンニ） - 義山里（ウィサンニ） - 仁山里（インサンニ） - 豊徳里（プンドンニ） - 檜徳里（フェドンニ） |

## 歴史
植民地期までは9面から構成されていた。
1952年の行政区画再編により、旧昌城郡の昌城面・新昌面から構成される昌城郡（1邑18里）が再編成された。現在は1邑1労働者区15里から構成されている。

### 年表
この節の出典
- 1914年4月1日 - 郡面併合により、平安北道昌城郡に以下の面が成立。(9面)
  - 府内面・南倉面・昌州面・田倉面・祐面・東倉面・大倉面・新倉面・青山面
- 1918年 - 府内面が昌城面に改称。(9面)
- 1939年 - 南倉面が昌城面に編入。(8面)
- 1940年 - 昌州面・田倉面・祐面が昌城面に編入。(5面)
- 1952年12月 - 郡面里統廃合により、平安北道昌城郡昌城面および新倉面の一部地域をもって、昌城郡を設置。昌城郡に以下の邑・里が成立。(1邑18里)
  - 昌城邑・錦野里・玉浦里・達山里・仁山里・義山里・上里・中里・間巌里・峯川里・楡坪里・楡田里・新坪里・洛城里・鉛豊里・檜徳里・豊徳里・於新里・完豊里
- 1953年 - 東倉郡和豊里の一部が鉛豊里・檜徳里に分割編入。(1邑18里)
- 1963年 - 中里・間巌里が合併し、薬水里が発足。(1邑17里)
- 1970年 - 上里が薬水里に編入。(1邑16里)
- 1972年 - 楡田里が楡田労働者区に昇格。(1邑1労働者区15里)

## 産業
山がちな地形で気候も悪いことから農業には適していないが、果樹の生産が盛んである。このほか、織物・農機具・製紙工場などがある。